# جون تايلور (سياسي كندي)
جون تايلور هو فلاح وسياسي كندي، ولد في 1834، وتوفي في 3 مارس 1925. انتخب member of the Legislative Assembly of Manitoba ‏ (1875 – 1879).